# Mladen Jovičić

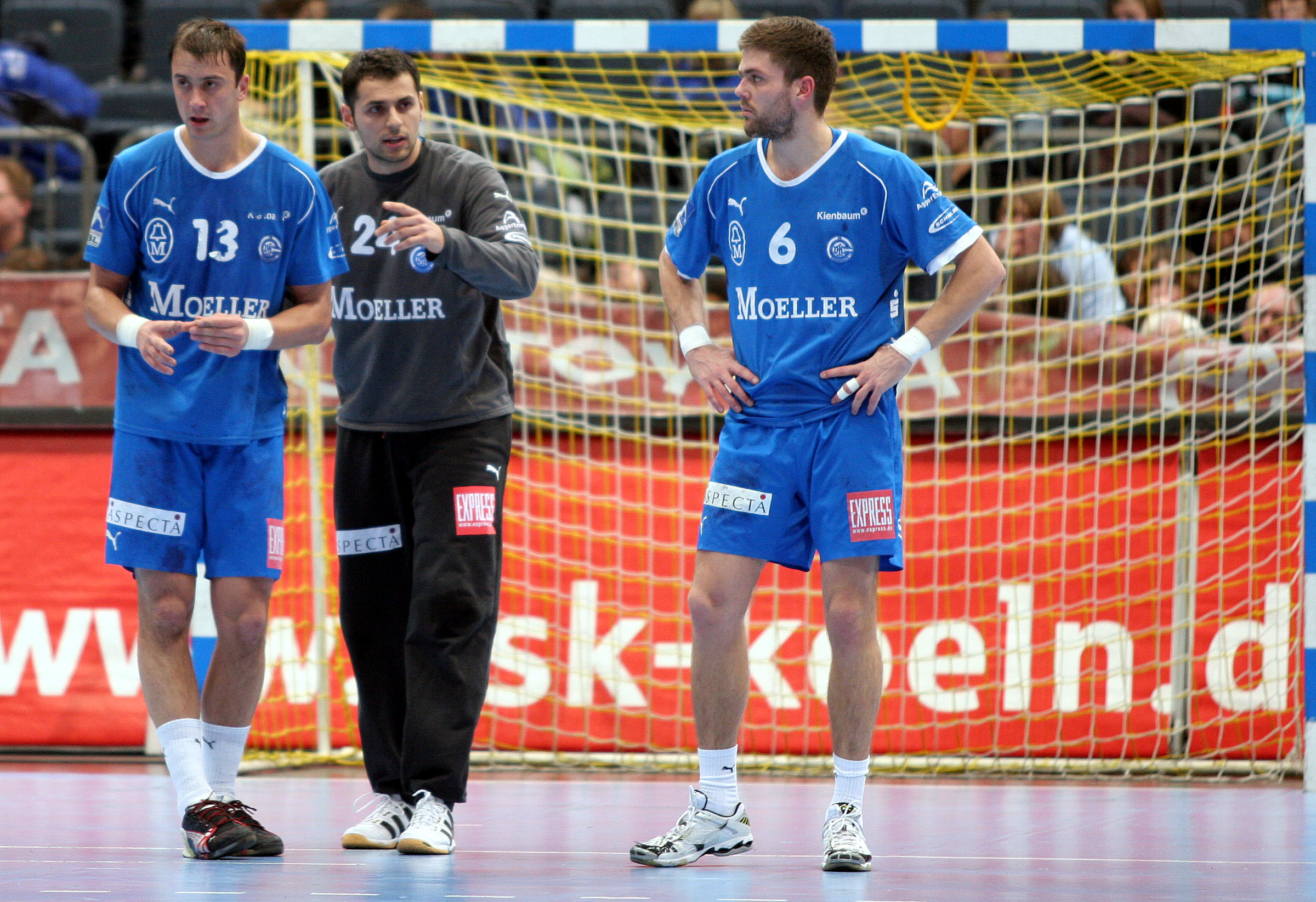
Mladen Jovičić (Bildmitte)

Mladen Jovičić (kyrillisch Младен Јовичиќ, * 24. Dezember 1982 in Bitola) ist ein französischer Handballtorwart nordmazedonischer Herkunft.
Er spielte seit dem 12. Dezember 2008 kurzzeitig beim VfL Gummersbach in der Handball-Bundesliga. Der VfL verpflichtete ihn kurzfristig als Ersatz für den verletzten Goran Stojanović. Zuvor spielte Jovičić beim badischen Oberligisten TV 08 Willstätt, wo er vom früheren Gummersbacher Torwart Jürgen Brandstaeter trainiert wurde. Erstligaerfahrung verfügt er durch seine Zeit beim französischen Erstligisten USAM Nîmes.
Nach der Genesung von Goran Stojanović wurde sein Vertrag wieder aufgelöst und er kehrte zu seinem alten Verein TV 08 Willstätt zurück. Im Sommer 2009 wechselte er nach Brüssel. 2010 schloss er sich dem luxemburgischen Verein HBC Bascharage an. Nach drei Jahren ging er zum Ligarivalen HB Dudelange.